# 린 타로
린 타로(りんたろう, 1941년 1월 22일 ~ )는 일본의 애니메이션 감독이다. 일본의 초기 애니메이션인 《백사전》에 애니메이터로서 참여하였으며, 1970년대에는 마쓰모토 레이지 원작의 《우주해적 캡틴 하록》, 《극장판 은하철도 999》를 감독하였고, 1980년대에는 가도카와 하루키 제작의 《환마대전》, 《카무이의 검》을 감독하였다.

## 작품 활동
도에이 동화가 1958년에 제작한 애니메이션 《백사전》에 애니메이터로서 최초로 참여하였고, 도에이 동화에서 두 편의 애니메이션에 참여한 뒤 테즈카 오사무가 설립한 무시 프로덕션으로 이직하였다. 무시 프로덕션에서 1963년에 제작한 《우주소년 아톰》의 제4화는 린타로가 처음으로 감독한 작품이다. 1971년 무시 프로덕션에서 퇴사한 후 프리랜서가 되었으며 다수의 TV 시리즈 애니메이션과 극장판 애니메이션을 감독하여 일본을 대표하는 애니메이션 감독이 되었다.

## 작품 목록

### 극장판 애니메이션
| 연도   | 제목                            | 직책            | 제작                               |
| ------ | ------------------------------- | --------------- | ---------------------------------- |
| 1958년 | 백사전                          | 마무리          | 도에이 동화                        |
| 1960년 | 서유기                          | 동화            | 도에이 동화                        |
| 1962년 | 아라비안 나이트 신드바드의 모험 | 동화            | 도에이 동화                        |
| 1979년 | 은하철도 999                    | 감독            | 도에이 동화                        |
| 1981년 | 안녕 은하철도 999               | 감독            | 도에이 동화                        |
| 1983년 | 환마대전                        | 감독            | 가도카와 하루키 사무소, 매드하우스 |
| 1985년 | 카무이의 검                     | 감독            | 가도카와 하루키 사무소, 매드하우스 |
| 1986년 | 불새 봉황편                     | 감독            | 가도카와 하루키 사무소, 매드하우스 |
| 1987년 | 미궁 이야기                     | 감독, 각본      | 가도카와 쇼텐, 매드하우스          |
| 1988년 | 바람의 마타사부로               | 감독, 각본      | 매드하우스                         |
| 1995년 | 안네의 일기                     | 그림 콘티, 연출 | 매드하우스                         |
| 1996년 | X                               | 감독, 공동 각본 | 가도카와 쇼텐, 매드하우스          |
| 2000년 | 알렉산더 전기                   | 감독            | 가도카와 쇼텐, 매드 하우스         |
| 2001년 | 메트로폴리스                    | 감독            | 가도카와 쇼텐, 매드하우스          |
| 2009년 | 요나 요나 펭귄                  | 감독            | 매드하우스                         |

### OVA
| 연도   | 제목                             | 직책                           | 제작       |
| ------ | -------------------------------- | ------------------------------ | ---------- |
| 1987년 | X전차로 가자                     | 감독, 각본                     | 매드하우스 |
| 1988년 | 악마의 신부                      | 감독                           | 매드하우스 |
| 1990년 | 에구치 히사시 노 난토카나루데쇼! | 애니메이션 코디네이터          | 매드하우스 |
| 1990년 | 로도스도 전기                    | 그림 콘티, 프롤로그 애니메이션 | 매드하우스 |
| 1991년 | 제도 이야기                      | 시리즈 감독                    | 매드하우스 |
| 1992년 | 다운로드                         | 감독, 각본                     | 매드하우스 |
| 1994년 | 진 공작왕                        | 감독                           | 매드하우스 |
| 1994년 | 파이널 판타지                    | 시리즈 감독                    | 매드하우스 |
| 1999년 | 마스터 키튼                      | 그림 콘티                      | 매드하우스 |